# Yu Song
Pour les articles homonymes, voir Yu.
Yu Song est une judokate chinoise née le 6 août 1986. Double championne du monde, en 2015 et 2017, elle obtient également une médaille de bronze aux Jeux olympiques 2016.

## Biographie
En 2015, elle remporte son premier titre mondial en battant en finale la Cubaine Idalys Ortiz. Lors de la compétition majeure suivante, les Jeux olympiques d'été de 2016 à Rio de Janeiro, elle est éliminée par la Française Émilie Andéol, puis, lors des repêchages, elle remporte la médaille de bronze en plus de 78 kg. Lors des mondiaux 2017, elle conserve son titre en s'imposant face à la Japonaise Sarah Asahina.

## Palmarès
| Année | Compétition           | Lieu           | Résultat | Catégorie         |
| ----- | --------------------- | -------------- | -------- | ----------------- |
| 2005  | Championnats d'Asie   | Tachkent       | 2e       | Plus de 78 kg     |
| 2005  | Championnats d'Asie   | Tachkent       | 3e       | Toutes catégories |
| 2015  | Championnats d'Asie   | Koweit         | 1re      | Plus de 78 kg     |
| 2015  | Championnats du monde | Astana         | 1re      | Plus de 78 kg     |
| 2016  | Jeux olympiques       | Rio de Janeiro | 3e       | Plus de 78 kg     |
| 2017  | Championnats du monde | Budapest       | 1re      | Plus de 78 kg     |